# Austrohelea antipodalis
Austrohelea antipodalis är en tvåvingeart som först beskrevs av Ingram och John William Scott Macfie 1931.  Austrohelea antipodalis ingår i släktet Austrohelea och familjen svidknott. Inga underarter finns listade i Catalogue of Life.